# Костюк, Михаил Павлович
Михаил Павлович Костю́к (бел. Міхаі́л Па́ўлавіч Касцю́к; 26 марта 1940, дер. Мостище, Новогрудский район, Барановичская область, БССР, СССР — 5 февраля 2019) — белорусский учёный-историк, академик Национальной академии наук Республики Беларусь (1996), доктор исторических наук (1980), профессор (1987).

## Биография
Окончил Новогрудское педагогическое училище и историко-филологический факультет Гродненского педагогического института (нынешний Гродненский государственный университет имени Янки Купалы). В 1966 году поступил в аспирантуру Института истории Академии наук БССР, где изучал рабочую активность колхозного крестьянства в 1933—1940 годах (научный руководитель — Иван Сергеевич Кравченко). В 1969 году защитил кандидатскую диссертацию.
В 1970 году был назначен учёным секретарём Института истории АН БССР, в 1975 года — учёным секретарём Института истории партии при ЦК КПБ. В 1979 году защитил докторскую диссертацию (научный консультант — Илларион Мефодьевич Игнатенко). В 1981 году стал заместителем директора Института истории Академии наук БССР по научной работе, а в 1988 году возглавил институт (до 1999 года). В 1989 году был избран членом-корреспондентом АН БССР.
8 сентября 2010 года за многолетнюю плодотворную работу и высокий профессионализм был награждён Медалью Франциска Скорины.
Автор более 250 научных трудов, в том числе 4 индивидуальных и свыше 10 коллективных монографий. Также под его редакцией вышли обобщающие работы «Нарысы гісторыі Беларусі» и «Гісторыя Беларусі: У 6 т.».
Михаил Костюк подготовил к защите 4 докторов и 25 кандидатов исторических наук.

## Награды и звания
- Медаль Франциска Скорины (2010)[3].
- Почётный гражданин Новогрудского района[6].
- Занесён в Книгу Славы Новогрудского района (2009)[7].